# أزدرختاوية
الأزدرختاوية (الاسم العلمي: Melieae) هي قبيلة من النباتات تتبع فصيلة الأزدرختية من الرتبة الصابونيات.

## أجناس الأزدرختاوية
- الأزدرخت (الاسم العلمي: Melia)
- النيم (الاسم العلمي: Azadirachta)
- الكفيسيانط (الاسم العلمي: Quivisianthe)